# 鰓刺溪蟹
鰓刺溪蟹（學名：Cryptopotamon anacoluthon）是香港的特有種，亦為香港四個特有淡水蟹種之一。本種一度被列入溪蟹屬和華石蟹屬，現被列入隱溪蟹屬，目前仍為該屬唯一物種。模式標本由Annandale採自太平山，現存於加爾各答印度動物學研究所。見於新界，香港島及大嶼山等地的清澈，流速快的高地河溪上游，居於落葉堆中，主食為枯葉。